# Touroparc Zoo
Touroparc Zoo, anciennement nommé Touroparc, est un parc zoologique et parc d'attractions français situé à Romanèche-Thorins dans le département de Saône-et-Loire, dans le Beaujolais.
Fondé en 1961 par René Livet, il s'étend sur 12 hectares et abrite environ 700 animaux appartenant à 140 espèces.
Il est membre permanent de l'Association européenne des zoos et aquariums (EAZA) et participe à des programmes européens pour les espèces menacées (EEP).
Touroparc Zoo est le 6e lieu de visite le plus fréquenté de la région Bourgogne-Franche-Comté en 2016.

## Historique
Fondé en 1961 par René Livet sous le nom de Touroparc, il s'étend sur une surface totale de 12 hectares. Il a réalisé un chiffre d'affaires de 3 262 500,00 € sur l'année 2016 et emploierait 70 personnes en haute saison.
En 2013, le site a été renommé Touroparc Zoo : cette nouvelle dénomination vise à mettre l'accent sur l'aspect zoologique du domaine.

## Informations économiques
Le site est géré par la société : René Livet immatriculée sous le no 687-050-112.
Au 30 septembre 2016, elle a réalisé un chiffre d'affaires de 3 262 500 € et dégagé un résultat net de 128 000 €.
Au 30 septembre 2015, son effectif moyen annuel est de 40 salariés.
Les comptes récents ne sont pas disponibles.

## Espace zoologique
Le parc présente environ 700 animaux appartenant à 140 espèces de mammifères, d'oiseaux et de reptiles.

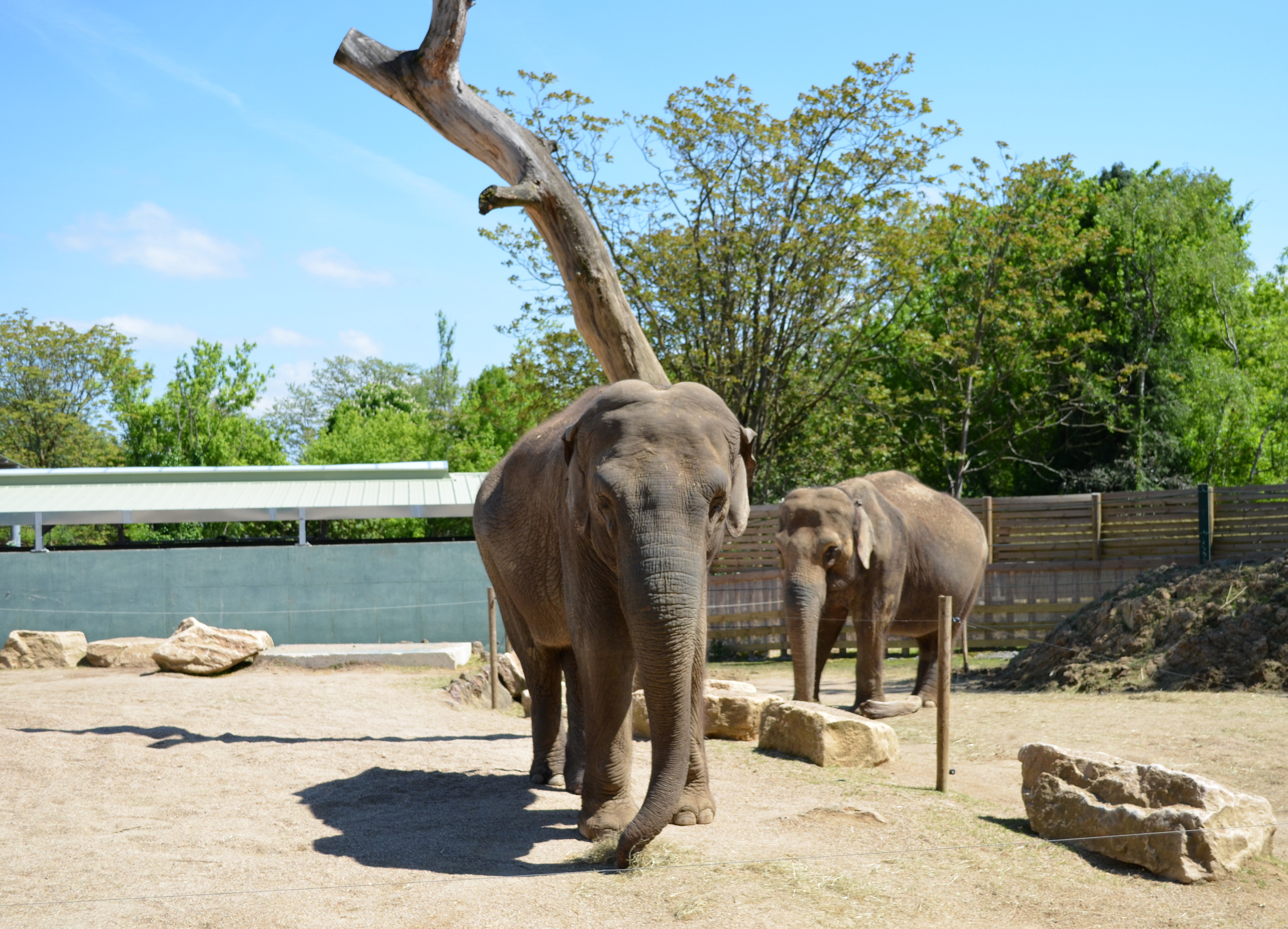
Éléphant d'Asie
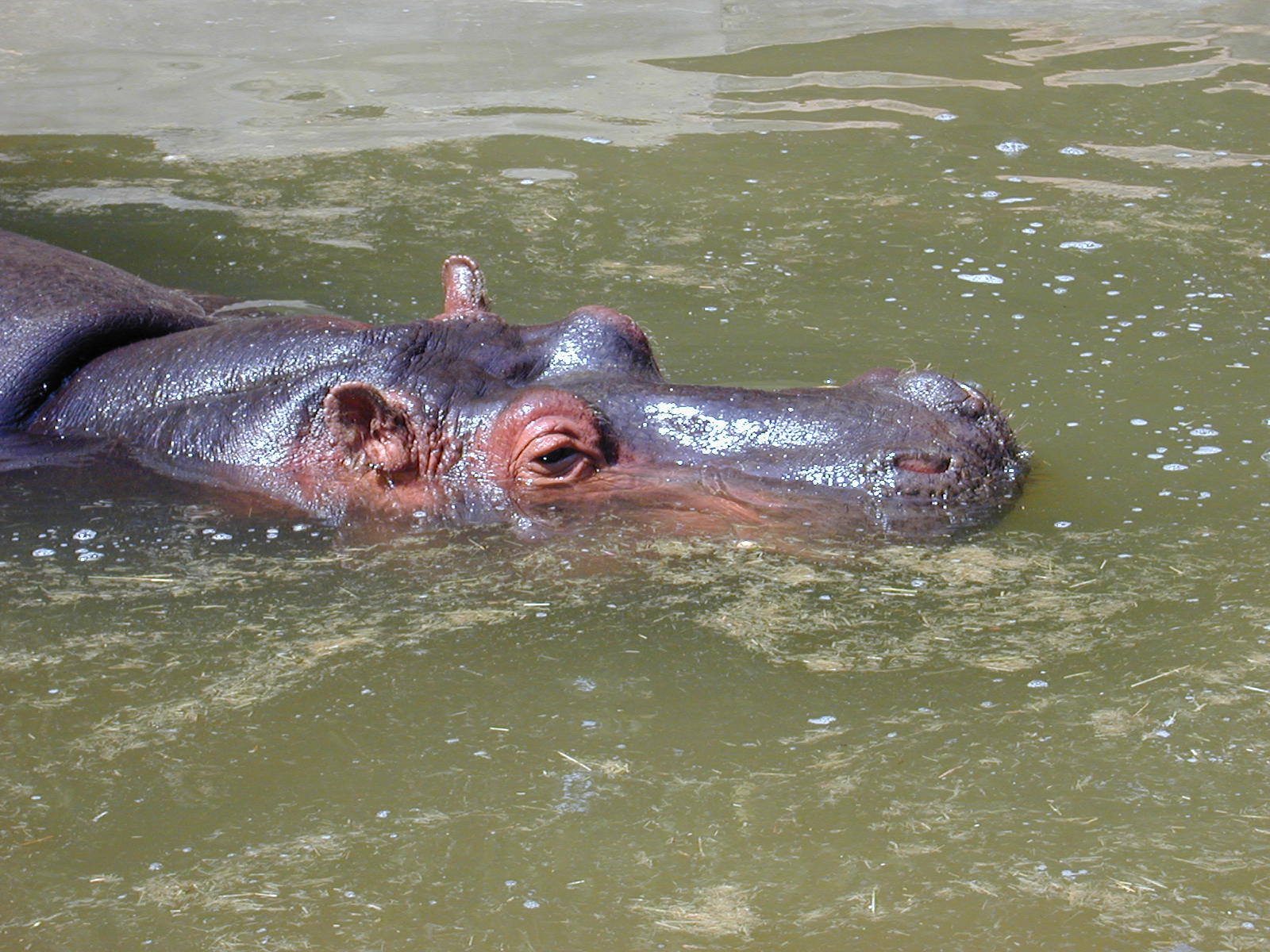
Hippopotame
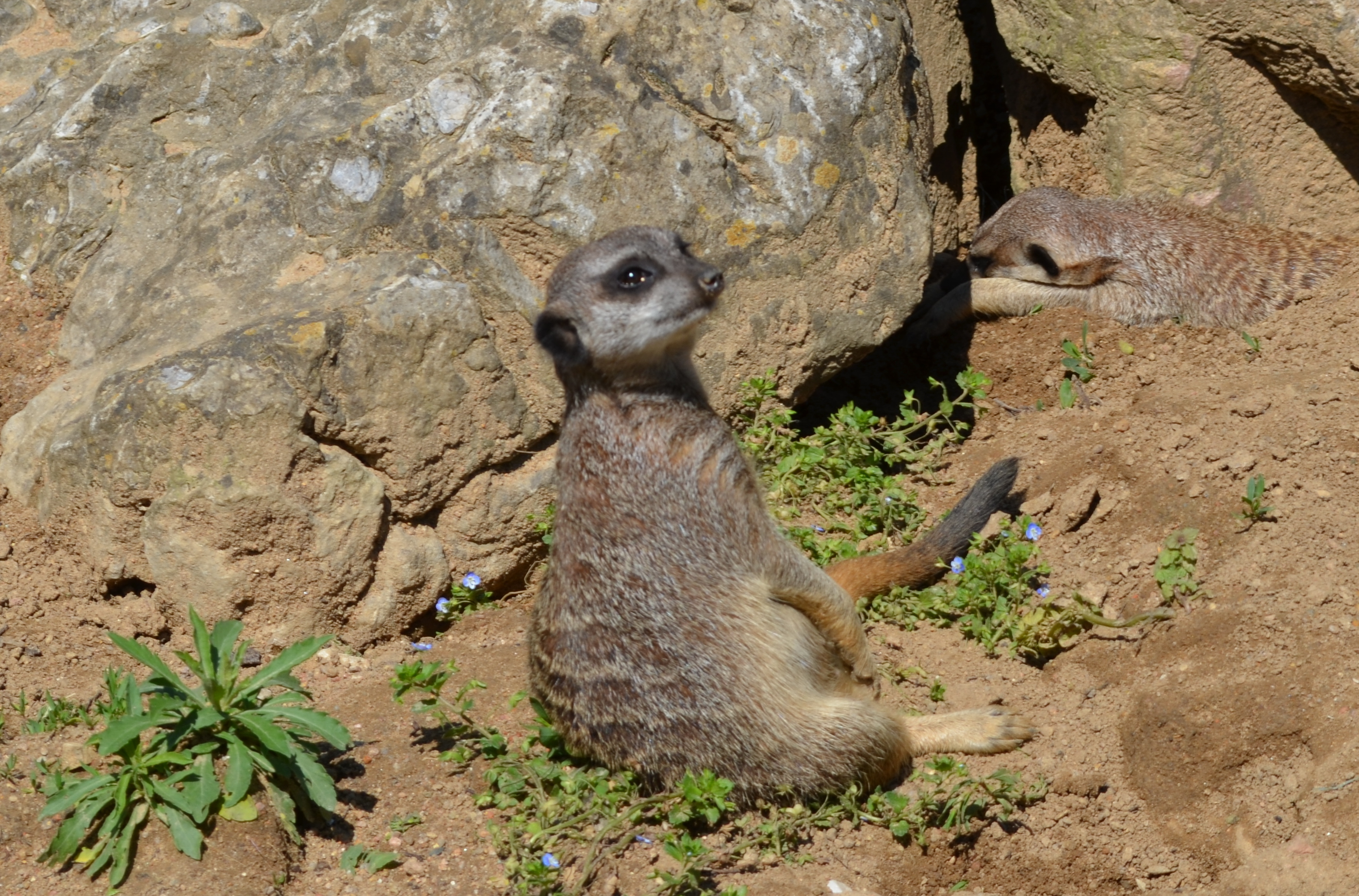
Suricate
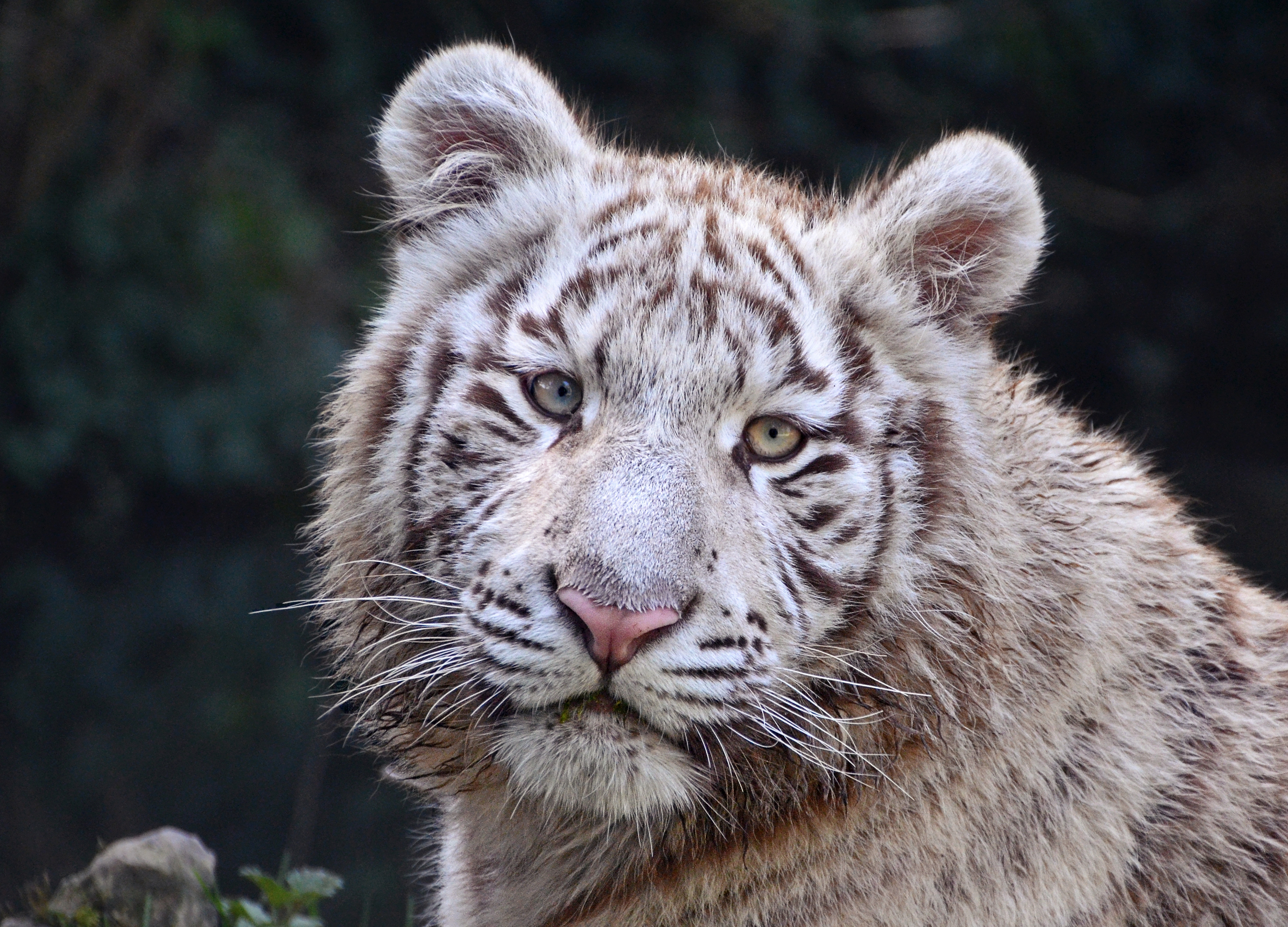
Tigre blanc
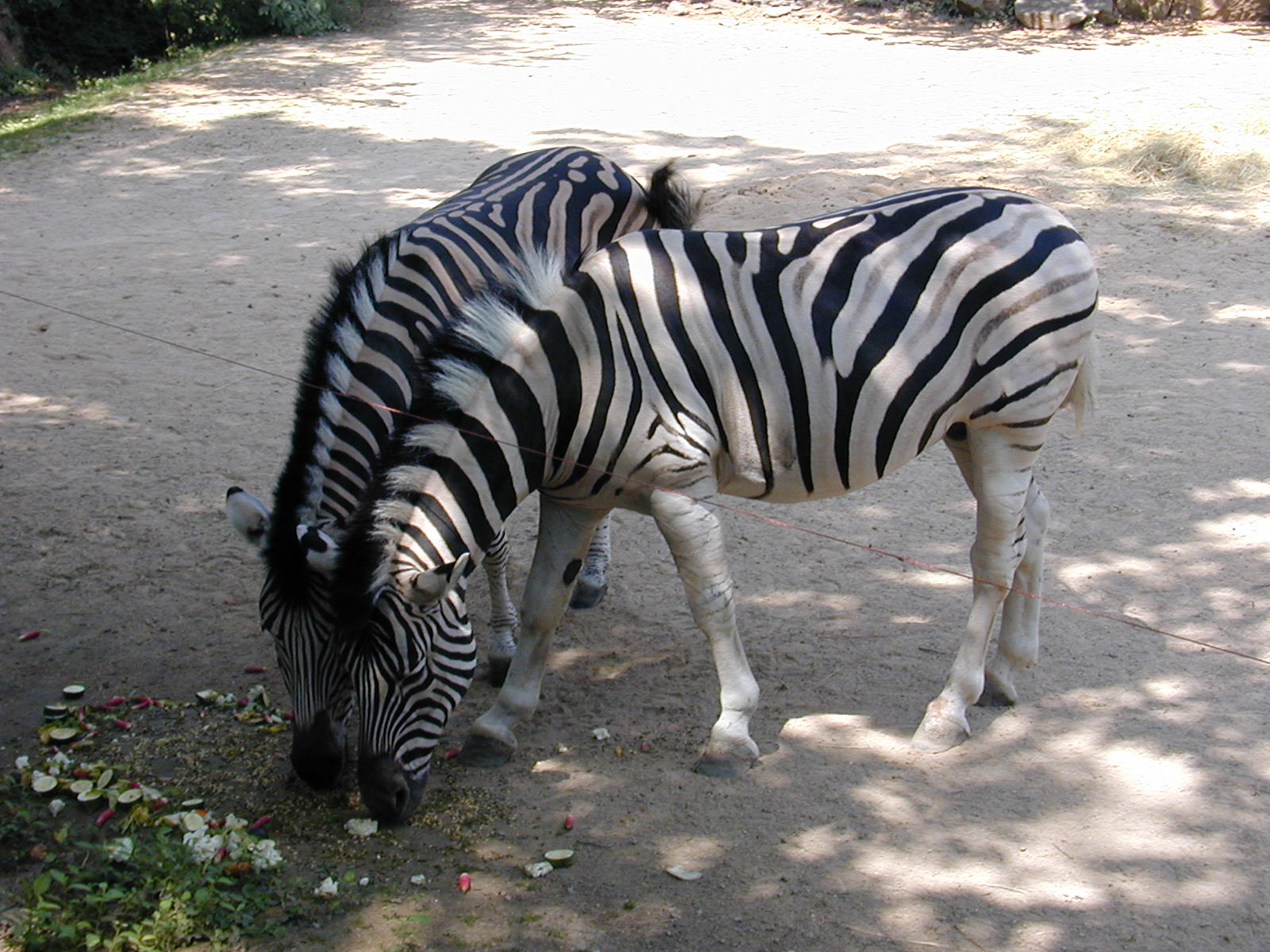
Zèbre de Chapman

Des réaménagements réguliers d'enclos sont réalisés pour offrir des conditions de vie optimales aux pensionnaires.
En juin 2016, un nouveau territoire a été inauguré pour les rhinocéros indiens.
Les visiteurs ont la possibilité d'assister à des « rencontres soigneurs » tout au long de la journée.

## Espace de loisirs

### Attractions
Touroparc Zoo propose des animations familiales en libre accès.

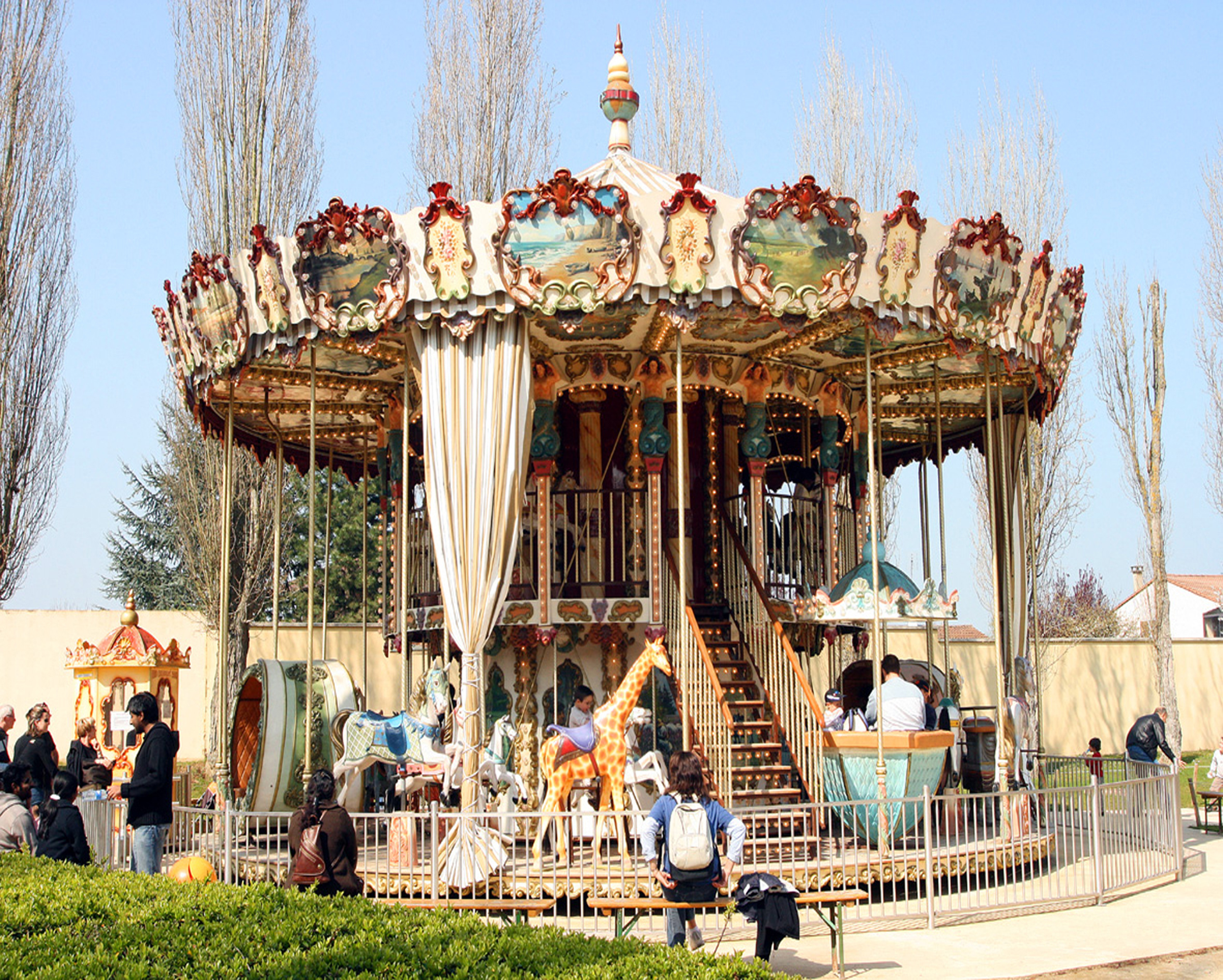
Le Carrousel 1900
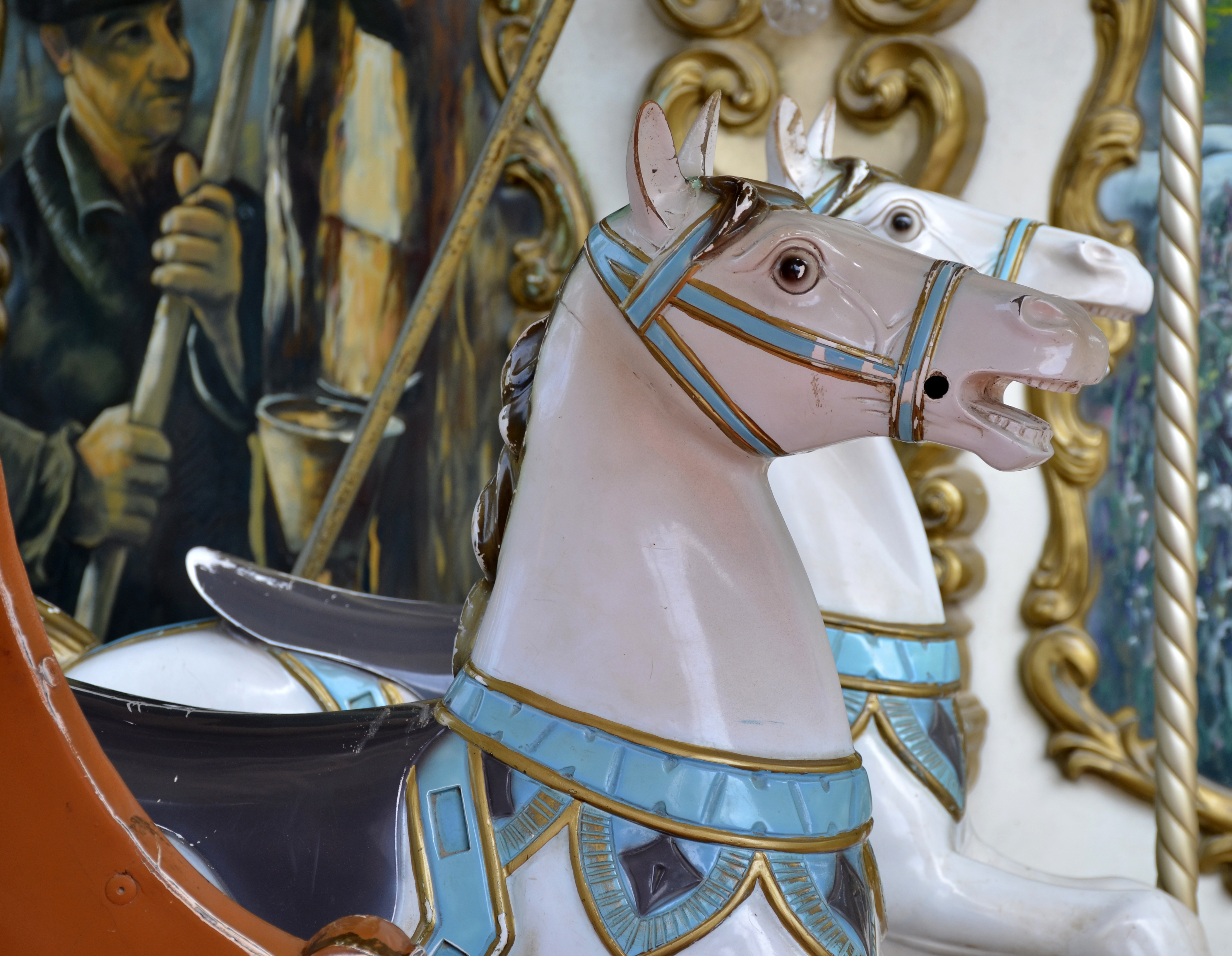
Un cheval du Carrousel 1900
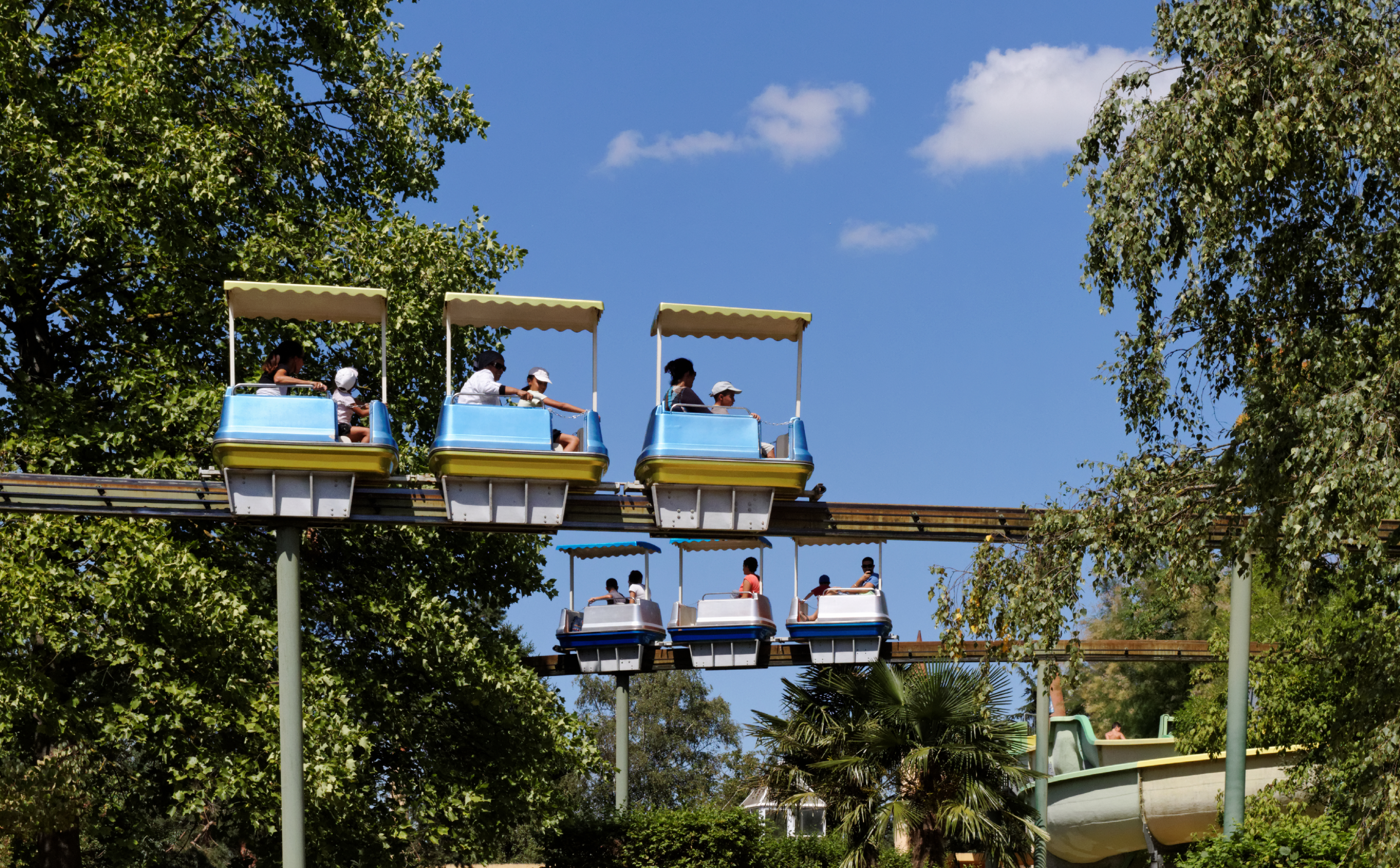
Le Monorail
Les Tacots
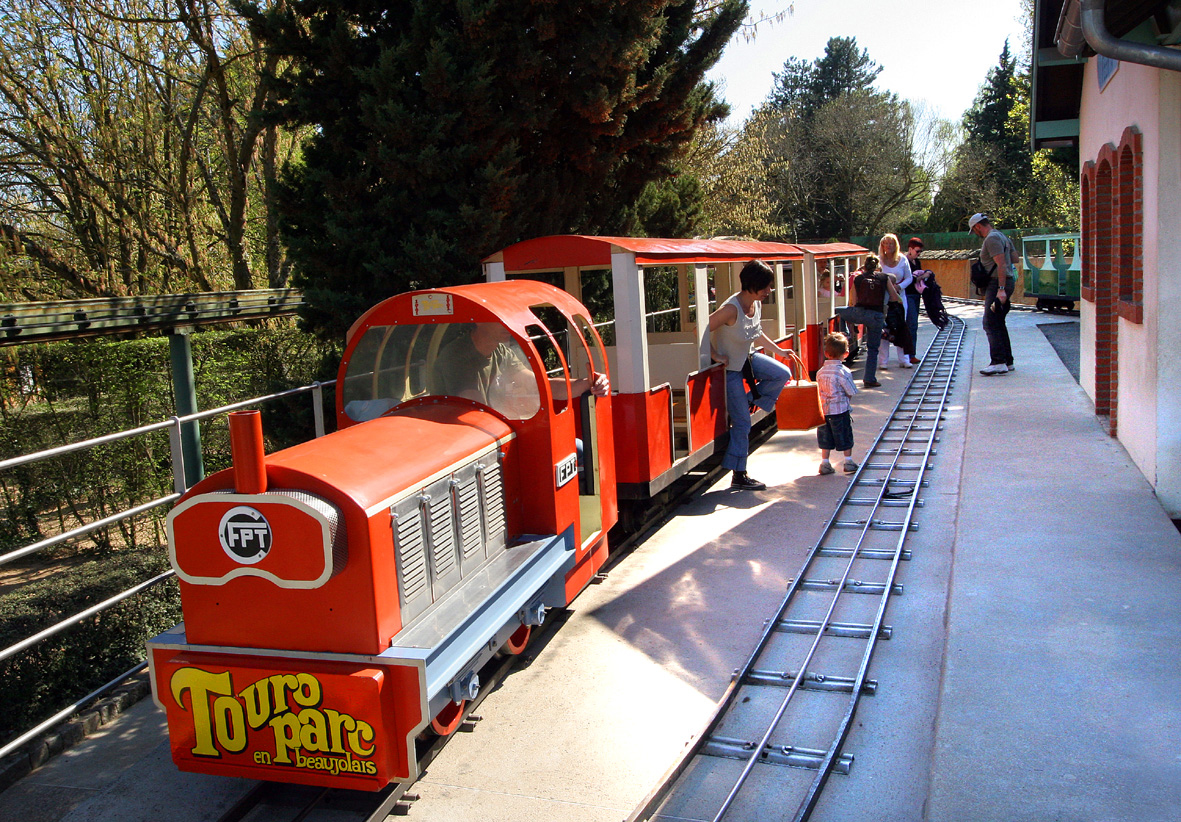
Le petit train rouge
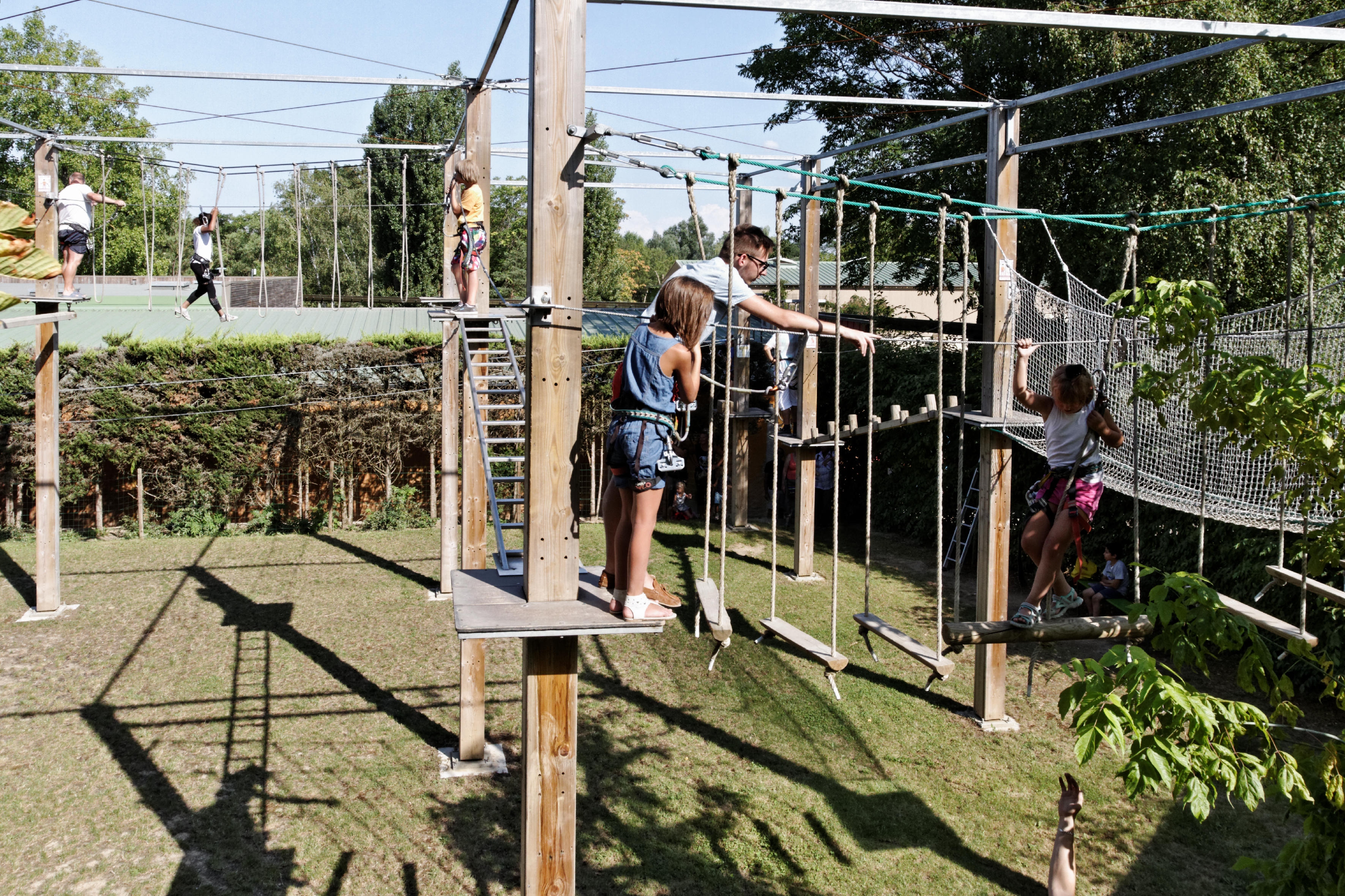
Amazon’Aventure

### Les musées
Deux musées viennent compléter la visite : le Musée René Livet et l'Hôtel des Mines. L'un reconstitue d'anciennes boutiques des années 1930 autour d'une place de village et le deuxième présente une collection de minéraux dont la romanèchite.

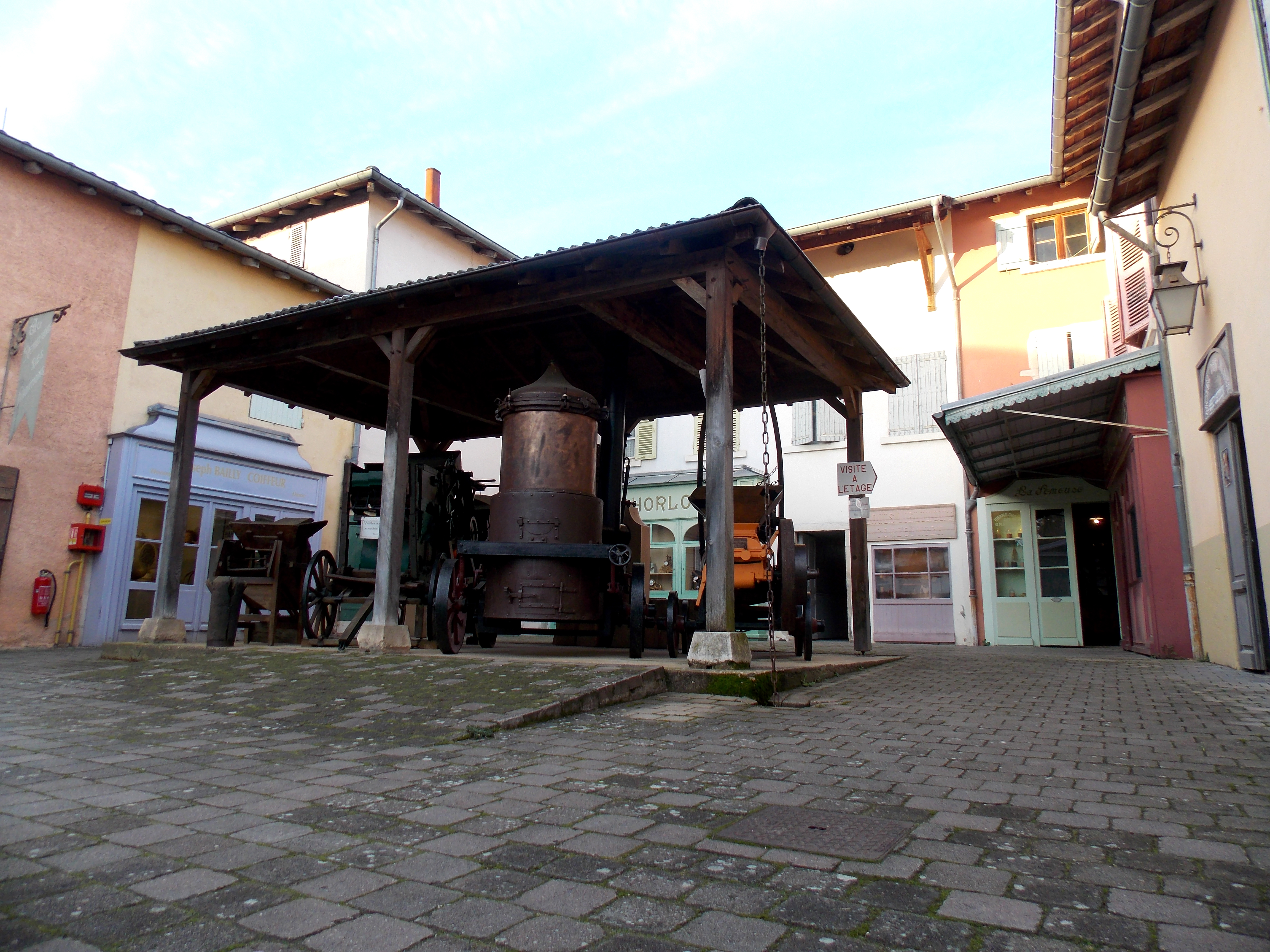
La place du village

### L'espace aquatique
L'espace aquatique est ouvert uniquement les week-ends de juin et en juillet et août.

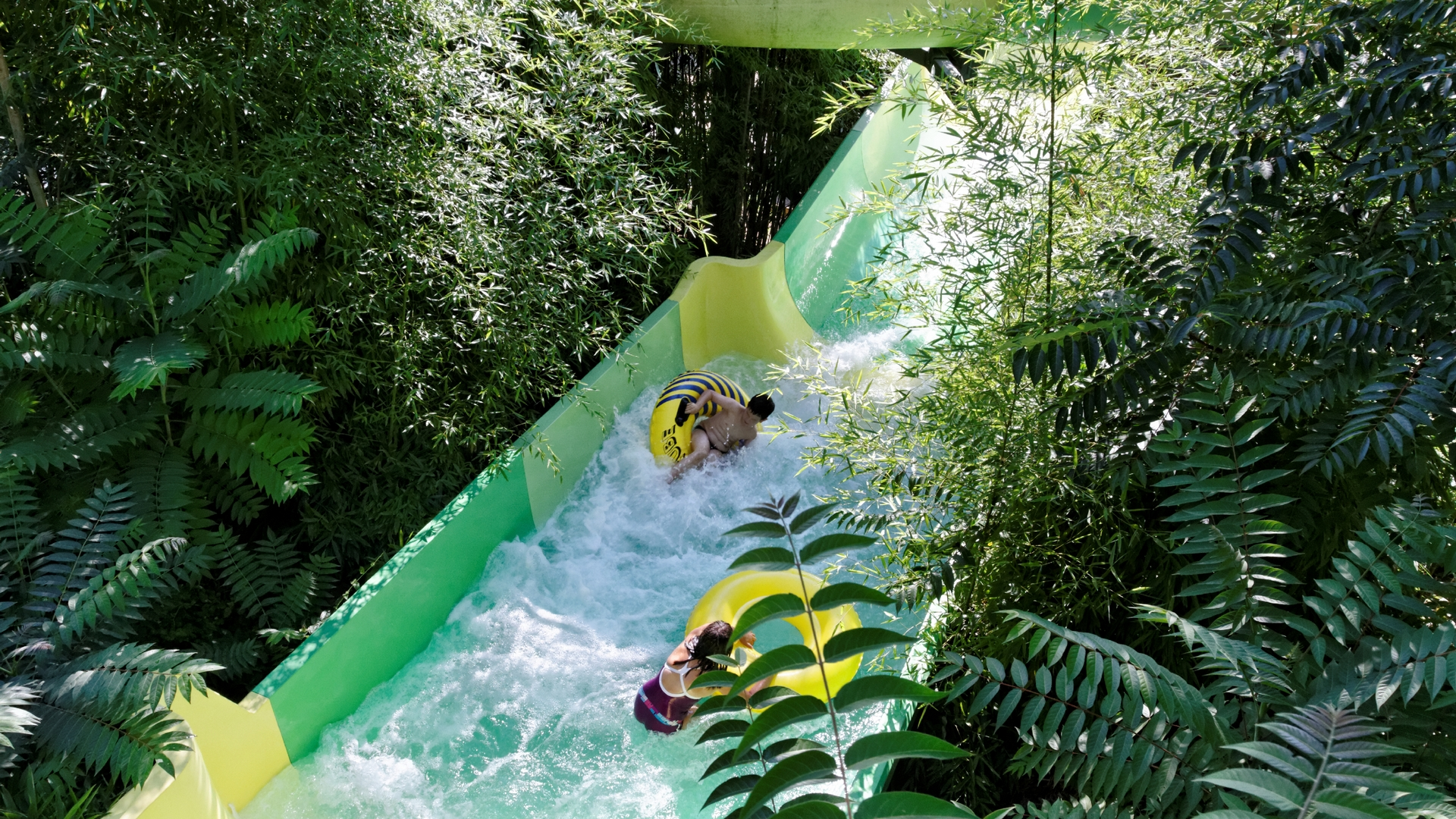
Les toboggans aquatiques

## Services proposés

### Points de restauration
Des restaurants et snacks sont disponibles dans tout le parc ainsi que des aires de pique-nique.
- La Volière
- Le Manoir
- Le Carrousel
- L'Oasis
- Le Lagon
- Les Tacot's
- La Hutte

### La boutique souvenirs
La boutique de Touroparc.Zoo située au bâtiment d'accueil propose une large sélection de souvenirs pour bien terminer la visite.

## Activité du site
Touroparc Zoo est ouvert tous les jours de l'année, sauf les 24, 25, 31 décembre et 1er janvier.

### Fréquentation
| Année | Nombre de visiteurs |
| ----- | ------------------- |
| 2014  | 192 315             |
| 2015  | 213 000             |
| 2016  | 233 000             |
| 2017  | 209 564             |
| 2018  | 210 871             |
| 2019  | > 200 000           |
| 2020  | 107 929             |

## Conservation
Le fonds de dotation a été créé en 2010 et a pour mission de financer des programmes de conservation in situ d'espèces animales en voie de disparition. Il existe grâce aux dons de Touroparc Zoo et aux dons du public.

## Accessibilité
(février 2025).
Le parc est accessible en train par la gare de Romanèche-Thorins.